# 強烈衝擊合唱團

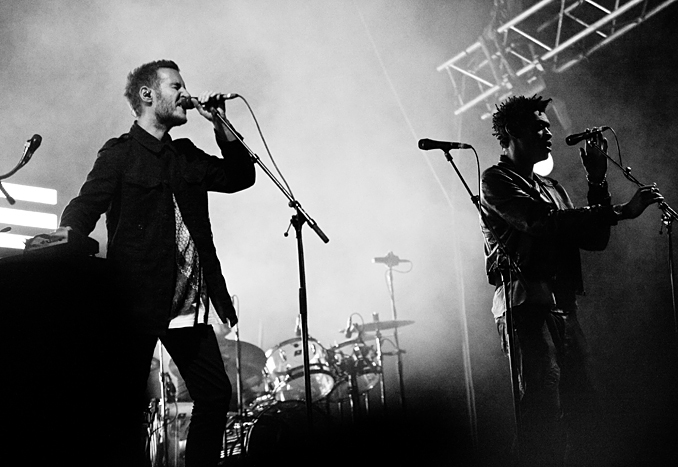
強烈衝擊合唱團

強烈衝擊合唱團（Massive Attack）是一支英国痴哈乐队，1988 年在英国布里斯托尔成立。1991 年，該樂隊发行首张专辑。  該樂隊有单曲曾在荷蘭四十強單曲榜上排名第一。   1998 年，該樂隊发行的第三张专辑在英国专辑排行榜上名列第一。 該樂隊有2張專輯入选滾石雜誌五百大專輯榜单。 強烈衝擊合唱團還獲得過一项全英音樂獎、两项MTV歐洲音樂大獎。 